# 使命召唤：精英
《使命召唤：精英》是一个由动视暴雪旗下的Beachhead Studios工作组提供的在线服务，并主要提供对第一人称射击游戏《決勝時刻：黑色行動》和《使命召唤：现代战争3》的统计与支持。这项服务包括游戏内部的统计以及社交服务。当一个新版本发布时，精英会员可以享受到免费的DLC下载及使用，获得每日的排位以及实物奖励，高级会员还会获得高级的战术分析、《精英 直播》及其他服务.
直到2012年1月，已经有150万玩家注册了这项服务。而400万的《现代战争3》玩家中只有五分之一注册了免费的《精英》服务。《使命召唤：精英》是Activision于2011年秋发布的网络版《使命召唤》。